# The Pyramids
The Pyramids waren eine US-amerikanische Surf-Rock-Band, die sich 1961  in Long Beach, Kalifornien, formierte. Die Band wurde vor allem durch ihren Top 20 Hit Penetration bekannt.

## Geschichte
Die „Pyramids“ waren in ihrem Auftreten ohne Zweifel eine der verrücktesten Surf-Rock-Bands der 60er Jahre und wohl auch eine der am besten vermarkteten. Mit dem Beginn der British Invasion und als „amerikanische Antwort“ auf die Beatles rasierten sich die Bandmitglieder auf Initiative ihres Managers John Hodge die Köpfe. Bei ihren Auftritten trugen sie Beatles Perücken, die zur Hälfte der Show ins Publikum gefeuert wurden um dann die Kahlköpfe zu präsentieren. Bezahlte Mädchen stürmten die Bühne oder die „Pyramids“ erschienen zu ihren Auftritten mit dem Hubschrauber oder auf Elefanten.
1959 beginnt Willy Glover Gitarre zu spielen. 1961 zieht er mit seinen Eltern von North Carolina nach Long Beach, Kalifornien, und beginnt dort mit einigen neuen Freunden im Klub „The Hutch“ aufzutreten. Ende 1962 nehmen sie in der Besetzung Willy Glover, Skip Mercier, Steve Leonard, Tom Pitman und Ron McMullen unter dem Namen „The Pyramids“ die Single The Pyramid Stomp auf. Ein Freund von Glover, John Hudge, bietet an, die Single auf dem Label „Best Records“ zu veröffentlichen. Nach ausgiebigen Live-Auftritten der Band 1963 beschließt die Band, eine Platte aufzunehmen. Glover hatte einige Lieder wie Here Come Marsha oder Carol Ann geschrieben und Leonard gefiel der Chantays Hit Pipeline. In veränderter Fassung wurde aus Pipeline Penetration. Im „Western Recordings“ Studio in Hollywood nehmen sie schließlich die Single Here Come Marsha / Penetration auf.
Nach ordentlichem Airplay der Single bei Radiostationen wie „KFXM“ oder „KRLA“ in Los Angeles beginnt die Single in die Charts einzusteigen und landet schließlich für 10 Wochen in den Top 100 der Billboardcharts. Mit dem Erfolg schlägt Hudge vor, dass die Band ihre Köpfe als Erkennungsmerkmal rasieren sollte. Ein weiteres Album wird innerhalb von drei Stunden Studiozeit aufgenommen.
Es folgen zahlreiche TV-Auftritte u. a. bei „American Bandstand“ in der „Bob Eubanks Show“ oder bei „Dave's Hullabaloo“. Für den Film Bikini Beach (Gary Usher) nehmen sie im „Sunset Sounds Studio“ die Titel Drag-Bikini und Run-Rekord auf.
1964 spielen die „Pyramids“ einen Auftritt vor 18.000 Menschen zusammen mit den Beach Boys, Jan & Dean, Marvin Gaye, Bobby Freeman, Bobby Vee, The Hondells, Martha & the Vandellas und Chuck Berry im „Cow Palace“ in San Francisco. The Pyramids spielen vier Lieder, u. a. das Beatles-Cover „I Saw Her Standing There“.
Obwohl die „Pyramids“ kaum Geld für ihre Auftritte und Platten sehen und Manager John Hodge nicht ehrlich zu ihnen ist, nehmen sie die Singles Midnight Run / Custom Caravan und Contact / Pressure unter seinem Management auf. Frustriert vom Missmanagement verlässt Ron Mc Mullen die Band und wird durch Greg Jacobs ersetzt. Anfang 1965 übernimmt Drake Jenkins das Schlagzeug.
Ihr neuer Manager John Hudge versucht die Fehler von John Hodge „auszubügeln“ und arrangiert ein Treffen mit dem Eigentümer von „Azusa Music“. Sie nehmen drei weitere Singles, Stay with Me, I Don't Want to Cry und I'm Gonna Love Ya, auf bis schließlich Glover und Leonard zur Reserve sowie Mercier zur Armee eingezogen werden.
Glover und Leonard gründen nach der Armeezeit die Band Family Cat u. a. mit Art Munson (Gitarrenspieler bei Dick Dale & The Deltones). Die Band unterschreibt einen Plattenvertrag mit „MGM-Records“ und Ron Mc Mullen sowie Skip Mercier steigen später bei Family Cat ein.

## Diskografie

### Singles
- 1962: Pyramid's Stomp / Paul
- 1963: Penetration / Here Comes Marsha
- 1963: Contact / Pressure
- 1964: Midnight Run / Custom Caravan
- 1964: Contact / Pressure
- 1964: Penetration / Here Comes Marsha

### Alben
- 1964: The Original Penetration

### EPs
- 1964: The Pyramids

### Beiträge zu Kompilationen
- 1981: New Wave Surf Party
- 1982: The Pyramids
- 1982: The History of Surf Music : Original instrumentals hits 1961 - 1963
- 1984: What Surf I
- 1986: What Surf II
- 1989: Surfin Hits
- 1989: Battle of the Surfguitars - Vol. 1 !
- 1991: Axes & Saxes : The Great Instrumentals
- 1994: Surf Guitars Rumble
- 1995: Penetration! The Best Of...
- 1995: Pulp Rock Instros - Vol 1
- 1996: Cowabunga! Surf-Box
- 1997: Kahuna Classics
- 1998: Hard Rock Records - Surf
- 1998: Surf! Sand! Sun!
- 2000: Teen Beat - Vol 5
- 2003: Lost Legends of Surf Guitar - Vol. 01
- 2005: Strictly Instrumental - Vol. 08